# رملة (السفيرة)
رملة قرية سوريّة تتبع إداريّاً لمحافظة حلب منطقة السفيرة ناحية خناصر، بلغ تعداد سكانها 848 نسمة حسب التعداد السكاني لعام 2004.